# 富士コンサルタンツ
富士コンサルタンツ株式会社（FUJI Consultants Co.,Ltd.）は、栃木県宇都宮市に本社を置く建設コンサルタント企業。1959年創業。
橋梁・道路・河川・砂防・上水道・下水道に伴う公共土木設計、地質・測量調査、橋梁点検、鉄道財産整理などを行う。

## 概要
戦後の高度成長期に青写真屋から始まり、図面トレースやコピー屋などを展開。
その後、総合建設コンサルタントとして鉄道土木の測量や設計や財産整理など幅広く実施したが、国鉄民営分割に際しては一時事業縮小を余儀なくされる。
現在は鉄道土木だけでなく、自治体関係の公共事業に主軸を置き、国や自治体、JRも含めた市場において建設コンサルタント業を行っている。

## 沿革
- 1959年3月 富士青写真工業株式会社として資本金50万円にて東京都品川区南品川に設立
- 1959年7月 富士コンサルタンツ株式会社に社名変更
- 1961年4月 建設コンサルタント業建設大臣登録
- 1977年1月 資本金3000万円に増資
- 1986年2月 測量業建設大臣登録
- 1988年3月 栃木県宇都宮市元今泉に宇都宮事業所を新築設置
- 1992年4月 福島県福島市森合に福島営業所設置
- 1995年2月 東京都品川区南品川から栃木県宇都宮市元今泉に本社を移転
- 1995年4月 東京都品川区南品川に東京事業本部設置
- 1996年10月 福島営業所を福島県福島市東に新築移転
- 2001年7月 盛岡営業所、福岡営業所設置
- 2009年8月 石川県金沢市京町に北陸営業所設置
- 2012年4月 宮城県仙台市太白区に仙台支店設置
- 2013年4月 福島営業所を福島支店へ変更
- 2014年4月 高崎営業所、山形営業所設置
- 2014年11月 秋田営業所設置
- 2018年7月 盛岡営業所設置
- 2021年9月 茨城営業所設置
- 2022年3月 千葉営業所、埼玉営業所、神奈川営業所設置
- 2022年5月 静岡営業所設置